# Sondernutzungsrecht
Das Sondernutzungsrecht (SNR) ist im deutschen Wohnungseigentumsrecht die Befugnis, bestimmte Teile des Gemeinschaftseigentums allein zu nutzen. Die anderen Wohnungseigentümer sind von der (Mit-)Nutzung ausgeschlossen. Dem Sondernutzungsberechtigten stehen auch die Erträge zu, die gegebenenfalls aus dem Gegenstand des Sondernutzungsrechts fließen.

## Bedeutung in der Praxis
Sondernutzungsrechte (SNR) werden in der Regel an Gegenständen begründet, an denen die Begründung von Sondereigentum nicht möglich ist (z. B. an Flächen im Garten oder an offenen Stellplätzen). Der Wohnungseigentümer, der ein SNR innehat, kann dadurch ähnlich gestellt werden, als hätte er Sondereigentum an dem Gegenstand.

## Rechtsgrundlagen
Das Recht des Wohnungseigentums wird hauptsächlich durch das Wohnungseigentumsgesetz (WEG) geregelt, in welchem das Sondernutzungsrecht (seit der Novelle 2007: § 5 Absatz 4 Satz 2 WEG) erwähnt, aber nicht definiert wird. Eine gesetzliche Definition des SNR hat der Gesetzgeber 2007 für „weder erforderlich noch sinnvoll“ gehalten, weil es dabei um eine „Schöpfung der Rechtspraxis“ gehe, die sich „bewährt“ habe. Dennoch ist das WEG die Grundlage auch für das SNR, die Rechtsprechung hat die näheren Regeln entwickelt.

## Begründung, Aufhebung, Änderung
Sondernutzungsrechte können ausschließlich durch Vereinbarung begründet werden, nicht durch Beschluss der Eigentümer (Ausnahme s. u.). In den meisten Fällen geschieht dies bereits bei der Begründung von Wohnungseigentum in der Teilungserklärung. Um nachträglich Sondernutzungsrechte einzurichten, aufzuheben oder zu ändern, müssen alle Eigentümer im Wege der Vereinbarung zustimmen.

### Spezifizierte Öffnungsklausel in der Gemeinschaftsordnung
Wenn die Gemeinschaftsordnung (GemO) eine ausdrückliche Bestimmung enthält, nach der bestimmte Sondernutzungsrechte durch Beschluss der Wohnungseigentümer begründet werden können (spezifizierte Öffnungsklausel), ist dies möglich. Eine allgemeine Öffnungsklausel ist jedoch dazu nicht ausreichend. Ein Mehrheitsbeschluss zur Begründung eines SNR ohne die spezifizierte Öffnungsklausel ist nichtig.

## Form der Vereinbarung und Folgen daraus
Das Sondernutzungsrecht kann (aber muss nicht) in das Grundbuch eingetragen werden. Eine Vereinbarung zur Begründung eines SNR ist formfrei möglich. Die Vereinbarung kann also nicht nur vor einem Notar, sondern auch in einfacher Schriftform, in Textform oder mündlich getroffen werden, sogar eine Vereinbarung durch konkludentes Handeln ist möglich, aber kaum sinnvoll (s. u.).

### Rein schuldrechtliches SNR
Das nicht in das Grundbuch eingetragene SNR hat eine rein schuldrechtliche Wirkung, das heißt, es gilt nur zwischen den Wohnungseigentümern, die die Vereinbarung selbst getroffen haben oder ihr später ausdrücklich zugestimmt haben (oder als Erbe in die Gemeinschaft eingetreten sind). Wer eine Eigentumswohnung kauft oder ersteigert, ist als neu eintretender Wohnungseigentümer nicht an die Vereinbarung gebunden. Der neue Wohnungseigentümer könnte, weil er zum Mitgebrauch des gemeinschaftlichen Eigentums gemäß § 13 Absatz 2 WEG berechtigt ist, beispielsweise sein Auto auf einem Stellplatz parken, an dem ein anderer Wohnungseigentümer ein (nur schuldrechtliches) SNR hat.
Wenn es darüber hinaus noch um ein SNR geht, welches nicht einmal in Schriftform vereinbart wurde, ist sein Inhalt und seine Wirkung in Konfliktfall kaum je zu beweisen.

### Schuldrechtliches und dinglich wirkendes SNR
Wenn das SNR in notarieller Form vereinbart und in das Grundbuch eingetragen wurde, ist es Inhalt des Sondereigentums geworden (§ 5 Absatz 4 Satz 1 WEG in Verbindung mit § 10 Absatz 2 Satz 2 und Absatz 3 WEG) und hat damit automatisch Wirkung auch gegenüber neuen Wohnungseigentümern (Sondernachfolger, § 10 Absatz 3 WEG).

## Inhaber des SNR
Nur Eigentümer eines Objektes oder einer Einheit der betreffenden Gemeinschaft können Inhaber (Begünstigter) eines Sondernutzungsrechts sein, keine außenstehenden Dritten. Wenn die Gemeinschaft aus mehreren Wohnungs- bzw. Garageneigentümern besteht, kann das Sondernutzungsrecht sowohl an das Wohnungseigentum als auch an das Teileigentum (z. B. Garageneigentum) gekoppelt werden. Entscheidend ist die Kopplung an das im Grundbuch eingetragene Eigentum. Jedoch ist es möglich, einem Dritten die Ausübung des SNR zu überlassen, sofern nichts anderes bestimmt ist. So kann z. B. ein Wohnungseigentümer, der ein SNR an einem Kfz-Stellplatz hat, den Stellplatz vermieten.
Aus der Tatsache, dass nur Wohnungseigentümer oder Teileigentümer Inhaber des SNR sein können, ergibt sich auch die Notwendigkeit, das SNR einem konkreten Sondereigentum zuzuweisen.

## Kosten, Erträge
Wenn in der Vereinbarung nichts anderes bestimmt ist, fallen die Kosten des Teils des Gemeinschaftseigentums, welches einem SNR unterliegt, weiterhin der Gemeinschaft zur Last. Das ist jedoch meist nicht gewollt, weil es als gerecht angesehen wird, dass jemand, der einen Teil des Gemeinschaftseigentums allein nutzen darf, auch die für diesen Teil aufzuwendenden Kosten zu tragen hat. In der Praxis werden deshalb gewöhnlich neben dem Sondernutzungsrecht auch die Kosten für die Unterhaltung des alleinig genutzten Gemeinschaftseigentums auf den entsprechenden Eigentümer übertragen.
Erträge aus dem SNR stehen auch ohne Vereinbarung dem Inhaber des Rechts zu. So gehören z. B. dem SNR-Inhaber die Gartenfrüchte, die im Bereich seines SNR wachsen, oder die Miete, die er aus seinem Stellplatz erzielt.

## Beispiele
Typische Anwendungsfälle für Sondernutzungsrechte sind:
- Flächen vor den Fenstertüren von Erdgeschosswohnungen (Terrassenflächen)
- andere Gartenflächen auf dem Grundstück
- Stellplätze für PKW auf dem Grundstück
- Kellerabteile als Abstellräume
- Abstellflächen auf dem Dachboden
- Teile von Außenwänden als Werbefläche
- Gemeinschaftseigentum am Gebäude bei Mehrhausanlagen
- Anlagen (z. B. technische Einrichtungen), die von mehreren (aber nicht allen) Wohnungseigentümern benutzt werden (Gruppensondernutzungsrecht)
- Gartenhäuser oder kleine Hütten, die nur von einer Person genutzt werden.